# Stramnica (województwo zachodniopomorskie)
Stramnica – wieś w północno-zachodniej Polsce, położona na Równinie Białogardzkiej, w województwie zachodniopomorskim, w powiecie kołobrzeskim, w gminie Kołobrzeg, 6 km na południowy wschód od Kołobrzegu.
Wieś jest położona pasmie wzniesień (do 44 m n.p.m.), najwyższych w okolicy, z których przy dobrej widoczności rozpościera się panorama Kołobrzegu. 
Przez wieś przebiega droga powiatowa nr 0276Z, odchodząca od drogi wojewódzkiej nr 163 do Stojkowa. 0,5 km na wschód przystanek osobowy Stramnica na linii kolejowej nr 404 (Szczecinek - Białogard - Kołobrzeg).

## Historia
- Miejscowość notowana już w 1276 pod nazwą Trąba, w czasach późniejszych została zniemczona na Tramme, następnie uległa spolszczeniu do obecnej formy.
- Wieś zaopatrywała Kołobrzeg w płody rolne[4]
- W 1807 podczas oblężenia Kołobrzegu - ze względu na atrakcyjne położenie (bliskość Kołobrzegu i punkt widokowy) - stacjonowało tu dowództwo wojsk francuskich. Około (dokładna data trudna do ustalenia) 20 czerwca 1807 w swojej kwaterze, na skutek odniesionych ran, zmarł włoski generał dywizji Pietro Teulié (w latach 1800–04 minister wojny Republiki Włoskiej). Tu także uzgodniono warunki pokoju prusko-francuskiego.